# Späte Faltenlilie
Die Späte Faltenlilie (Gagea serotina, Syn.: Lloydia serotina) ist eine Pflanzenart aus der Gattung Gelbsterne (Gagea) innerhalb der Familie der Liliengewächse (Liliaceae). Sie ist auf der Nordhalbkugel in der Holarktis in Hochgebirgen und in arktischen Regionen in Eurasien und Nordamerika weitverbreitet.

## Beschreibung

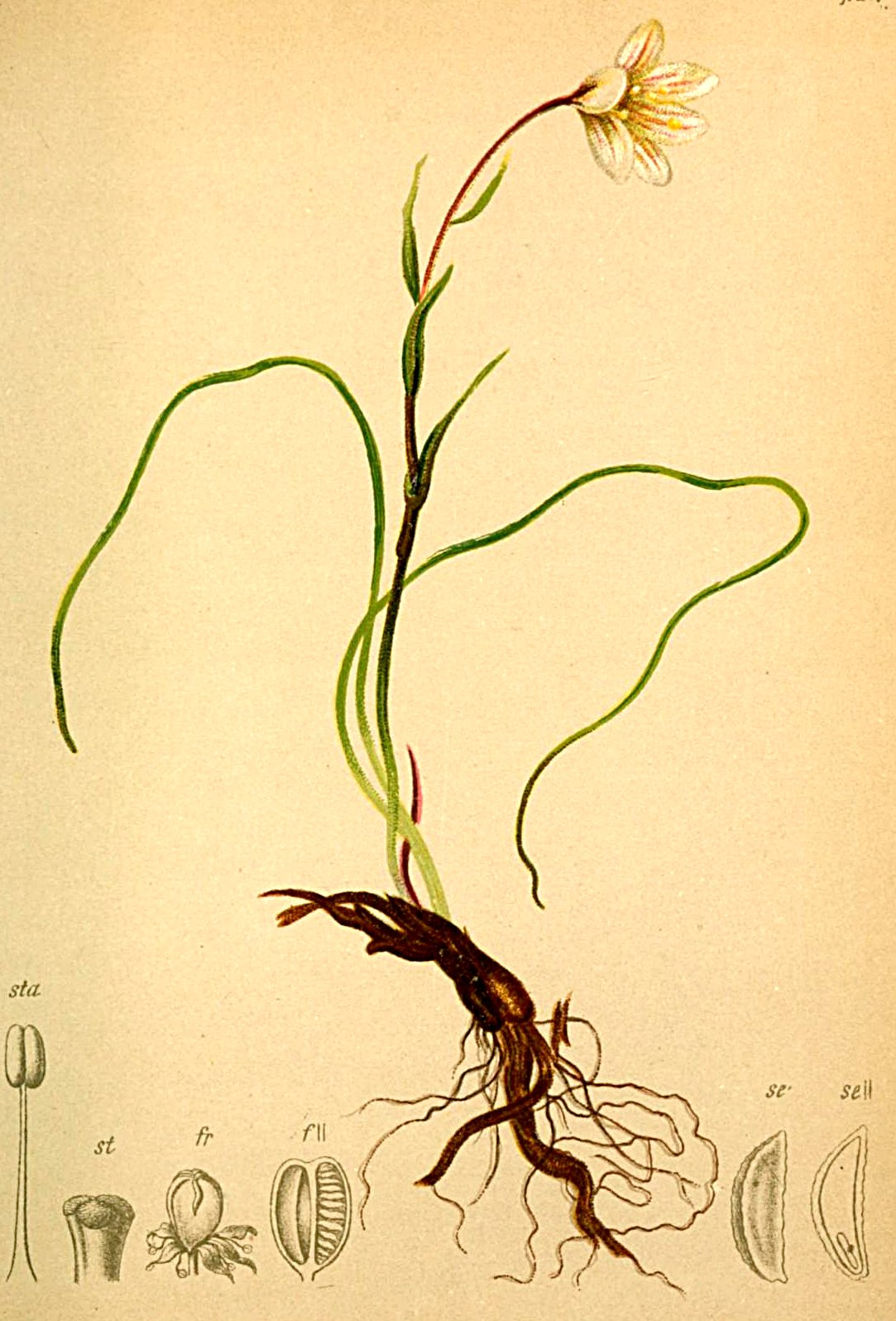
Illustration aus Atlas der Alpenflora, 1882

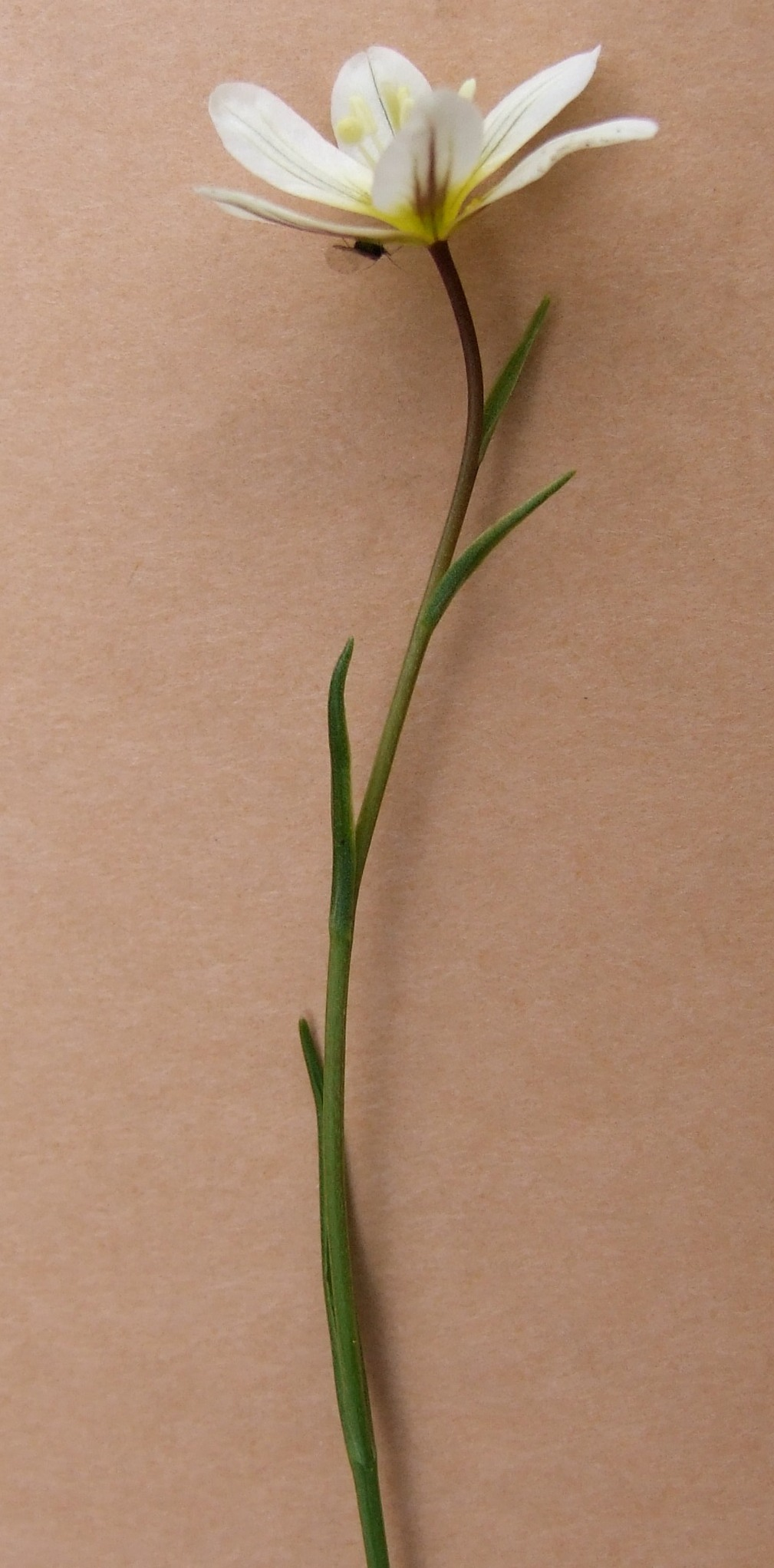
Stängelblätter und Blüte

### Vegetative Merkmale
Die Späte Faltenlilie ist eine zierliche, kahle, ausdauernde, krautige Pflanze, die Wuchshöhen von 5 bis 15 Zentimetern erreicht. Meist besitzt sie zwei grasartige, etwa 1 Millimeter breite, fleischige Grundblätter, die kaum länger als der Stängel sind. Die Stängelblätter sind schmal-lanzettlich.

### Generative Merkmale
Die Blütezeit reicht von Juni bis Juli. Die endständigen, zwittrigen, dreizähligen Blüten sind bei einem Durchmesser von etwa 15 Millimetern radiärsymmetrisch und weit trichterförmig. Es sind sechs weiße, gleichgeformte Blütenhüllblätter (Tepalen) vorhanden. Innen befinden sich jeweils auf jedem Blütenhüllblatt drei braunrote Streifen. Sie bildet dreifächerige, vielsamige Kapselfrüchte.
Die Chromosomenzahl beträgt 2n = 24.

## Ökologie
In der Regel blüht die Späte Faltenlilie durchaus früh im kurzen Bergsommer, so dass sie ihren Namen zu Unrecht trägt.
Diese Art steigt von allen Liliengewächsen der Alpen am höchsten. Die braunhäutige Zwiebel ist von den trockenhäutigen Resten der vorjährigen Blätter fast vollständig umschlossen (Frostschutz). An rauen, windigen Standorten, wo Insektenbesuch wenig wahrscheinlich ist, sind Staubblätter und Stempel auf gleicher Höhe, so dass die Selbstbestäubung erleichtert wird.

## Vorkommen
Sie hat eine weite Verbreitung in der Holarktis in Hochgebirgen und in arktischen Regionen. Zum einen ist sie im westlichen Nordamerika von Alaska bis Neumexiko verbreitet. Zum anderen ist die Späte Faltenlilie in Eurasien weitverbreitet. In Europa ist sie von den Alpen bis zum Balkan beheimatet. Ein isoliertes, sehr kleines Vorkommen in Wales gilt als Eiszeitrelikt.
Auf sauren Böden und Graten sind die Standorte meist windexponierte Felsen und Kuppen. Sie ist in den Alpen eine Charakterart des Elynetum (Elynion-Verband). Standorte in den Alpen befinden sich in Höhenlagen von 1600 bis 3100 Metern in der subalpinen bis alpinen Höhenstufe. In den Allgäuer Alpen kommt sie in Höhenlagen von 1900 bis 2420 Metern vor und steigt auf der Rotgundspitze in Bayern bis zu 2400 Meter und im Tiroler Teil am Ostgipfel des Muttekopfs bei Holzgau bis 2420 Meter auf.
Die ökologischen Zeigerwerte nach Landolt & al. 2010 sind in der Schweiz: Feuchtezahl F = 2+ (frisch), Lichtzahl L = 4 (hell), Reaktionszahl R = 2 (sauer), Temperaturzahl T = 1 (alpin und nival), Nährstoffzahl N = 1 (sehr nährstoffarm), Kontinentalitätszahl K = 3 (subozeanisch bis subkontinental).

## Systematik
Die Erstveröffentlichung dieser Art erfolgte 1753 unter dem Namen (Basionym) Bulbocodium serotinum durch Carl von Linné in Species Plantarum, 1, S. 294. Der Name Gagea serotina wurde durch John Bellenden Ker-Gawler in Journal of Science and the Arts. London, 1, 1816, S. 180 veröffentlicht. Lange Zeit wurde diese Art unter dem Namen Lloydia serotina in der Gattung Lloydia geführt. Damit die Gattung Gagea monophyletisch ist, wurden die Arten der Gattung Lloydia alle in diese Gattung gestellt (M. Zarrei et al. 2009 und 2011). Synonyme für Gagea serotina (L.) Ker Gawl. sind: L., Anthericum serotinum (L.) L., Phalangium serotinum (L.) Poir., Rhabdocrinum serotinum (L.) Rchb., Lloydia serotina (L.) Rchb., Ornithogalum serotinum (L.) Rchb., Cronyxium serotinum (L.) Raf., Bulbocodium autumnale L., Bulbocodium alpinum Mill., Ornithogalum altaicum Laxm., Ornithogalum striatum Willd., Lloydia alpina (Mill.) Salisb., Gagea striata (Willd.) Sweet, Ornithogalum bracteatum Torr. nom. illeg., Gagea bracteata Schult. & Schult.f., Lloydia striata (Willd.) Sweet, Nectarobothrium striatum (Willd.) Ledeb., Nectarobothrium redowskianum Cham., Lloydia sicula A.Huet, Lloydia serotina var. unifolia Franch., Lloydia serotina f. parva C.Marquand & Airy Shaw, Lloydia serotina subsp. flava Calder & Roy L.Taylor, Lloydia serotina var. flava (Calder & Roy L.Taylor) B.Boivin, Lloydia serotina var. parva (C.Marquand & Airy Shaw) H.Hara.